# Celownik termowizyjny

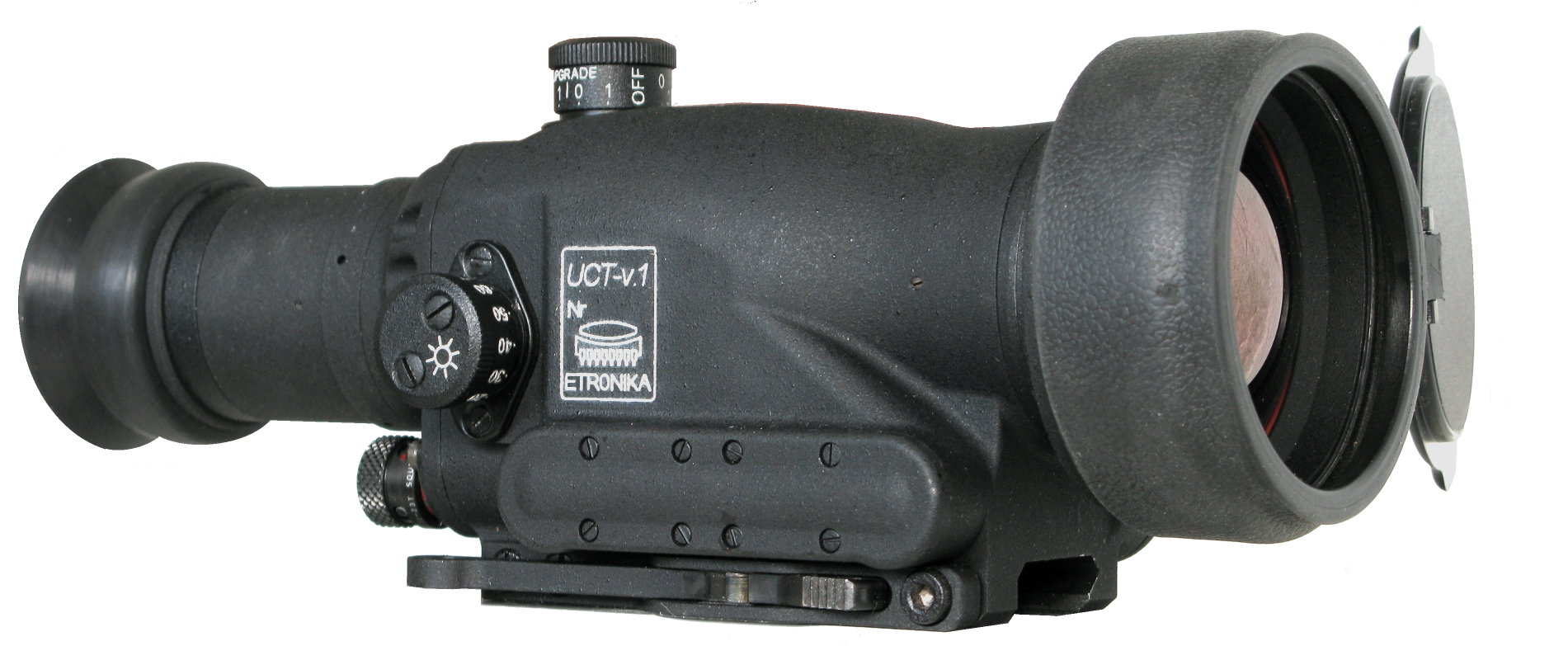
Celownik termowizyjny UCT-1

Celownik termowizyjny – rodzaj przyrządów celowniczych w postaci urządzenia elektrooptycznego wykorzystującego różnicę temperatur między celem a jego otoczeniem, umożliwiającego celowanie z broni palnej w warunkach utrudnionej widoczności. Umożliwia wykrycie celu w całkowitej ciemności oraz przy obniżonej przejrzystości powietrza w obecności dymu lub mgły. Rejestruje emisję długofalowego promieniowania podczerwonego podobnie jak termowizor, jednak jest konstrukcyjnie przystosowany do odróżniania potencjalnych celów od otoczenia, a nie analizy rozkładu temperatur.

## Opis działania
Ciała emitują promieniowanie cieplne, natężenie tego promieniowania rośnie z temperaturą, więc cieplejsze ciała (np. człowiek, pracujący silnik pojazdu) emitują go więcej niż budynki czy otaczająca roślinność.
Detektor mikrobolometryczny urządzenia rejestruje promieniowanie docierające do niego poprzez obiektyw, a układ mikroprocesorowy przetwarza te dane i przekazuje do wyświetlacza widocznego w okularze urządzenia. Wstawienie przed termowizor celownika kolimatorowego dodającego do obrazu plamkę świetlną, tworzy układ umożliwiający celowanie z broni palnej. Współczesne celowniki termowizyjne mają wbudowany układ tworzący znak celowniczy na obrazie termalnym.

## Połączenie z noktowizorem
Urządzenie termowizyjne dostarcza innych informacji niż noktowizor pasywny, gdyż pracuje w innym zakresie podczerwieni i wykorzystuje głównie emisję promieniowania, a nie jego odbicie z oświetlenia szczątkowego. Dlatego skonstruowano urządzenia celownicze łączące cechy noktowizora i termowizora, w których na obraz otoczenia z noktowizora nałożone są widoczne w innym kolorze sylwetki potencjalnych celów. Pierwszym producentem takich urządzeń były Stany Zjednoczone, a obecnie rozwinięto ich produkcję także w Polsce.

## Polskie celowniki termowizyjne
W Polsce produkcją optyki dla wojska (w tym termowizyjnej) zajmuje się Przemysłowe Centrum Optyki S.A. z siedzibą w Warszawie. Produkowane konstrukcje powstają we współpracy z uczelniami wojskowymi.
Celowniki strzeleckie:
- CTS-1, pierwszy polski celownik termowizyjny umożliwiający, poprzez dobór obiektywu, celowanie z dowolnej broni z karabinami 12,7 mm włącznie;
- CTS-2, celownik termowizyjny o zmniejszonych rozmiarach, przeznaczony do wykorzystania z bronią podstawową (karabinkiem);
- MTN-1, monokular termalno-noktowizyjny, który po zamontowaniu na hełmie umożliwia obserwację, a na broni mierzenie do celów wielkości człowieka w odległościach do 500 m;
- CTS-3, konstrukcja obecnie rozwijana.

Poza ww. celownikami w Polsce są produkowane urządzenia wykorzystujące termowizję do kierowania ogniem czołgów (DRAWA-TGA) oraz do osłaniania pojazdów wojskowych przed wrogimi systemami celowniczymi wykorzystującymi promieniowanie w tym zakresie.
Innym polskim producentem celowników termowizyjnych jest warszawska firma ETRONIKA Sp. z o.o. produkująca celowniki termowizyjne do broni strzeleckiej:
- ACRAB
- TAD-7 (Thermal Aiming Device)
- VIKI / VIKI HD.